# العلاقات القبرصية الكولومبية
العلاقات القبرصية الكولومبية هي العلاقات الثنائية التي تجمع بين قبرص وكولومبيا.

## مقارنة بين البلدين
هذه مقارنة عامة ومرجعية للدولتين:
| وجه المقارنة                                              | قبرص                                                                 | كولومبيا        |
| --------------------------------------------------------- | -------------------------------------------------------------------- | --------------- |
| المساحة (كم2)                                             | 9.24 ألف                                                             | 1.14 مليون      |
| عدد السكان (نسمة)                                         | 1.14 مليون                                                           | 49.07 مليون     |
| الكثافة السكانية (ن./كم²)                                 | 123.38                                                               | 43.04           |
| العاصمة                                                   | نيقوسيا                                                              | بوغوتا          |
| اللغة الرسمية                                             | اليونانية الحديثة، اللغة التركية، لغة يونانية                        | اللغة الإسبانية |
| العملة                                                    | يورو، جنيه قبرصي                                                     | بيزو كولومبي    |
| الناتج المحلي الإجمالي (بليون دولار)                      | 21.65 مليار                                                          | 309.19 مليار    |
| الناتج المحلي الإجمالي (تعادل القوة الشرائية) بليون دولار | 26.73 مليار                                                          | 724.96 مليار    |
| الناتج المحلي الإجمالي الاسمي للفرد دولار أمريكي          | 23.24 ألف                                                            | 7.60 ألف        |
| الناتج المحلي الإجمالي للفرد دولار أمريكي                 | 30.24 ألف                                                            | 13.36 ألف       |
| مؤشر التنمية البشرية                                      | 0.850                                                                | 0.720           |
| رمز المكالمات الدولي                                      | +357                                                                 | +57             |
| رمز الإنترنت                                              | .cy                                                                  | .co             |
| المنطقة الزمنية                                           | ت ع م+02:00، ت ع م+03:00، توقيت شرق أوروبا، توقيت شرق أوروبا الصيفي ‏ | 00              |

## منظمات دولية مشتركة
يشترك البلدان في عضوية مجموعة من المنظمات الدولية، منها:
| علم المنظمة | اسم المنظمة                               | تاريخ انضمام قبرص | تاريخ انضمام كولومبيا |
| ----------- | ----------------------------------------- | ----------------- | --------------------- |
|             | مؤسسة التنمية الدولية                     | 2 مارس 1962       | 16 يونيو 1961         |
|             | المنظمة الهيدروغرافية الدولية             | ?                 | ?                     |
|             | مؤسسة التمويل الدولية                     | 2 مارس 1962       | 20 يوليو 1956         |
|             | منظمة حظر الأسلحة الكيميائية              | ?                 | ?                     |
|             | يونسكو                                    | 6 فبراير 1961     | 31 أكتوبر 1947        |
|             | الأمم المتحدة                             | 20 سبتمبر 1960    | 5 نوفمبر 1945         |
|             | الاتحاد الدولي للاتصالات                  | 24 أبريل 1961     | 25 أغسطس 1914         |
|             | منظمة الشرطة الجنائية الدولية             | ?                 | ?                     |
|             | البنك الدولي للإنشاء والتعمير             | 21 ديسمبر 1961    | 24 ديسمبر 1946        |
|             | الاتحاد البريدي العالمي                   | ?                 | ?                     |
|             | المركز الدولي لتسوية المنازعات الاستشارية | 25 ديسمبر 1966    | 14 أغسطس 1997         |
|             | وكالة ضمان الاستثمار متعدد الأطراف        | 12 أبريل 1988     | 30 نوفمبر 1995        |
|             | منظمة التجارة العالمية                    | ?                 | ?                     |
|             | الفريق المعني برصد الأرض                  | ?                 | ?                     |

## وصلات خارجية
- موقع وزارة الخارجية القبرصية